# Sorbato de potasio
El sorbato de potasio es una sal cuyo principal uso es como conservante de alimentos. También es conocido como la sal de potasio del ácido sórbico (número E 202). Su fórmula molecular es C6H7O2K y su nombre científico es (E,E)-hexa-2,4-dienoato de potasio. El sorbato de potasio es utilizado en una variedad de aplicaciones incluyendo alimentos, vinos y cuidado personal.

## Usos
En bebidas industriales como gaseosas, agua saborizadas, etc. su administración en el caso de tratamiento para la deshidratación por enterocolitis puede agravar el cuadro por acarrear diarreas osmóticas graves.
El sorbato es utilizado para la conservación de tapas de empanada, pasta, pre-pizzas, pizzas congeladas, salsa de tomate, margarina, quesos para untar, rellenos, yogur, jugos, frutas secas, embutidos, vinos, etc.
Este compuesto no debe ser utilizado en productos en cuya elaboración entra en juego la fermentación, ya que retarda el crecimiento de las levaduras y otros tipos de hongos. También retrasa el crecimiento de bacterias. 
En caso de utilizar combinaciones de sorbato de potasio con otros conservantes debe tenerse la precaución de no introducir iones calcio ya que se produce una precipitación. Por lo tanto en la combinaciones con sorbato de potasio se debe utilizar propionato de sodio y no de calcio para una óptima acción sinérgica.
Se cree que un aspecto fundamental a tener en cuenta con el uso de este y otros conservantes es su efecto nocivo en el proceso digestivo, por alterar notoriamente, no solo la flora intestinal y estomacal sino también bucal, lo que dificulta la digestión de las comidas y en especial de los azúcares, pues un colaborador fundamental para la digestión son las levaduras presentes en el organismo humano y que éstos retardan, sin embargo, no hay evidencia científica concluyente al respecto. Por lo que la ventaja puede ser mayoritariamente desde el punto de vista comercial y no tiene factores positivos reales con respecto al consumidor de alimentos con estos productos.

## Porcentajes aplicables
En las bebidas no alcohólicas se somete a tratamiento conservante a los componentes concentrados o esencias, en este caso se utiliza 0,1 a 0,15% de Sorbato de Potasio. Se recomienda un tratamiento conservante posterior dado que llegará disuelto a la bebida y no se garantizará la preservación. 
En las bebidas carbónicas  se recomienda 0,03  a 0,04 de Sorbato de Potasio.
En infusiones pasteurizadas, como té, café, y otras hierbas, se adiciona 0,04 a 0,06%  de Sorbato de Potasio.
Para evitar refermentaciones en vinos que contienen azúcar, que provocan enturbiamiento, se adiciona 0,02 a 0,03% de 
Sorbato de Potasio, este se espolvorea en seco en el vino y se dispersa por agitación. 
Para evitar oxidación, se recomienda mantener una proporción suficiente de ácido sulfuroso. 
En el caso de vino sin alcohol se sugiere aproximadamente 0,05% de Sorbato de Potasio.